# کریستینا گوتیرز
کریستینا گوتیرز هررو (به اسپانیایی: Cristina Gutiérrez) (متولد ۲۴ ژوئیه ۱۹۹۱ در بورگوس) دندانپزشک و راننده رالی اسپانیایی است.
او اولین راننده زن اسپانیایی بود که در سال ۲۰۱۷ رالی داکار را به پایان رساند و در سال ۲۰۲۴ در کلاس تی۳ برنده داکار شد.
در سال ۲۰۲۱ او دومین زنی بود که یک استیج را در تاریخ رالی داکار برنده شد.
او هم‌اکنون در سری مسابقات الکتریکی اکستریم ای برای تیم مک‌لارن رانندگی می‌کند.
در سال ۲۰۲۱ گوتیرز برنده مسابقات جهانی رالی کراس فیا شده است که تبدیل به اولین راننده زنی شد که مسابقات رالی‌های بین‌المللی فیا را برنده می‌شود.
در سال ۲۰۲۲ نیز او قهرمانی اکستریم ای را در کنار سباستین لوب در تیم اکس ۴۴ لوئیس همیلتون به دست آورد و او را به اولین زن اسپانیایی تبدیل کرد که تا به حال برنده این مسابقات شده است.
 در سال ۲۰۲۲ او اولین زن اسپانیایی بود که به سکوی مسابقات رالی داکار رسید.
در رالی داکار سال ۲۰۲۳ پس از مشکلات زیادی که در هفته اول او را از رقابت برای پیروزی بازداشت داکار را در جایگاه چهارم به پایان رساند.
در سال ۲۰۲۴، کریستینا با برنده شدن در رده چلنجر (که قبلاً با نام T3 شناخته می‌شد) در رالی داکار، تاریخ ساز شد و تبدیل دومین زن در تاریخ شد که در سخت‌ترین رالی جهان به این موفقیت دست یافته است.

او همچنین اولین زن اسپانیایی است که در رالی داکار برنده شده است. او همچنین دارای چهار پیروزی در مرحله رالی داکار است.

## اکستریم ای
در دسامبر ۲۰۲۰ او به عنوان راننده زن برای تیم ایکس ۴۴ لوئیس همیلتون در اکستریم ای با همکاری سباستین لوب انتخاب شد.
آنها فصل را در رتبه دوم پشت سر یوهان کریستوفرسون از روزبرگ ایکس ریسینگ و مولی تیلور به پایان رساندند. تیم‌ها از نظر امتیاز برابر بودند، اما روزبرگ ایکس ریسینگ به دلیل ۳ برد در مقابل یک برد تیم ایکس ۴۴ قهرمانی را از آن خود کرد.
لوب و گوتیرز برای فصل دوم اکستریم ای در سال ۲۰۲۲ دوباره با تیم ایکس ۴۴ قرارداد امضا کردند. تیم ایکس ۴۴، با گوتیرز و لوب، در نهایت در آخرین مسابقه قهرمان فصل دوم مسابقات اکستریم ای شدند.
گوتیرز برای سال ۲۰۲۴ به مک لارن اکستریم ای نقل مکان کرد و هم تیمی ماتیاس اکستروم شد.

## سابقه مسابقات

### رالی داکار
| سال  | کلاس   | خودرو     | جایگاه           | برد در استیج |
| ---- | ------ | --------- | ---------------- | ------------ |
| ۲۰۱۷ | خودرو  | میتسوبیشی | ۴۴ ام            | ۰            |
| ۲۰۱۸ | خودرو  | میتسوبیشی | ۳۸ ام            | ۰            |
| ۲۰۱۹ | خودرو  | میتسوبیشی | ۲۶ ام            | ۰            |
| ۲۰۲۰ | خودرو  | میتسوبیشی | ۴۲ ام            | ۰            |
| ۲۰۲۱ | اس‌اس‌وی | OT3       | عدم اتمام مسابقه | ۱            |
| ۲۰۲۲ | تی۳    | OT3       | سوم              | ۰            |
| ۲۰۲۳ | تی۳    | کن آماتور | چهارم            | ۲            |
| ۲۰۲۴ | تی۳    | Taurus    | اول              | ۰            |